# Obcy: Przebudzenie
Obcy: Przebudzenie (ang. Alien Resurrection) – czwarta część serii filmów o Obcym z 1997 roku, w reżyserii Jean-Pierre’a Jeuneta.
Użyte w tytule słowo resurrection oznacza dosłownie zmartwychwstanie (rezurekcję). Syrena Entertainment, polski dystrybutor, użył słowa przebudzenie, żeby nie narażać się na krytykę ze strony chrześcijan i nie obrażać ich uczuć religijnych.
Zdjęcia do filmu rozpoczęto 19 listopada 1996, a zakończono 24 kwietnia 1997. Zdjęcia powstały w Los Angeles.

## Obsada
- Sigourney Weaver –
  - Ripley 8
  - jeden z nieudanych klonów Ripley
- Winona Ryder – Annalee Call
- Ron Perlman – Johner
- Dominique Pinon – Vriess
- Brad Dourif – dr Jonathan Gediman
- Gary Dourdan – Christie
- Michael Wincott – Frank Elgyn
- Dan Hedaya – generał Perez
- Leland Orser – Larry Purvis
- J.E. Freeman – dr Mason Wren
- Raymond Cruz – Distephano
- Kim Flowers – Sabra Hillard
- Carolyn Campbell – anestezjolog
- Marlene Bush – dr Carlyn Williamson
- David St. James – dr Dan Sprague
- Tom Woodruff Jr. –
  - Ksenomorfy,
  - Królowa Ksenomorfów,
  - Newborn
- Joan La Barbara, Archie Hahn – Newborn (głos)
- Steven Gilborn – OJCIEC (głos)

## Opis fabuły
Naukowcy postanawiają sklonować zmarłą 200 lat wcześniej Ellen Ripley. Wydobywają z jej ciała zarodek królowej obcych i izolują go. Chcą hodować obcy gatunek i uczynić z niego doskonałą broń. Ripley w efekcie ubocznym klonowania otrzymuje pewne cechy Obcego (nadludzka siła, odporność, żrąca krew).
Do statku – USM Auriga, na którym przeprowadzane są te eksperymenty, cumuje jednostka z załogą złożoną z przemytników. Handlarze sprzedają wojskowym ludzi, którzy stają się potem inkubatorami dla obcych (mają zostać wykorzystani do rozmnażania obcych). Udaje się wyhodować dorosłe osobniki. Obcym udaje się uwolnić z klatek, zabijając część załogi, zdecydowana większość ewakuuje się, a sam statek przyjmuje awaryjny kurs na Ziemię.
Na pokładzie pozostaje tylko załoga statku przemytniczego oraz kilka osób z personelu wraz z Ripley. W trakcie walk z obcymi okazuje się, że jedna z ocalałych – Call – jest androidem, której celem było zapobieżenie odtworzeniu rasy Obcego poprzez zabicie Ripley. W celu ratowania ludzkości przed plagą Obcych uciekinierzy zmieniają kurs USM Auriga tak, aby rozbił się na niezamieszkałym obszarze. W trakcie powrotu na pokład przemytniczej jednostki giną kolejni członkowie załogi, a Ripley dostaje się do gniazda ksenomorfów, gdzie jest świadkiem narodzin nowego Obcego, hybrydy posiadającej cechy obu ras, nowy Obcy zabija królową, Ripley ucieka dołączając do ocalonych na statku przemytników. Obcy dostaje się na pokład uciekającego okrętu, gdzie po krótkiej walce ostatecznie zostaje zabity przez Ripley. Po raz pierwszy od kilkuset lat Ripley wraca na Ziemię wraz z resztą ocalałych.
W ostatniej scenie – w zależności od wersji – Ripley i Call zachwycają się pięknem Ziemi z kosmosu (wersja pierwotna DVD) albo oczekują pojawienia się wojska w pobliżu ruin Paryża (widać zrujnowane miasto i szczątki Wieży Eiffla – wersja reżyserska na Blu-ray).